# Vrac
Cet article possède un paronyme, voir VRAK.

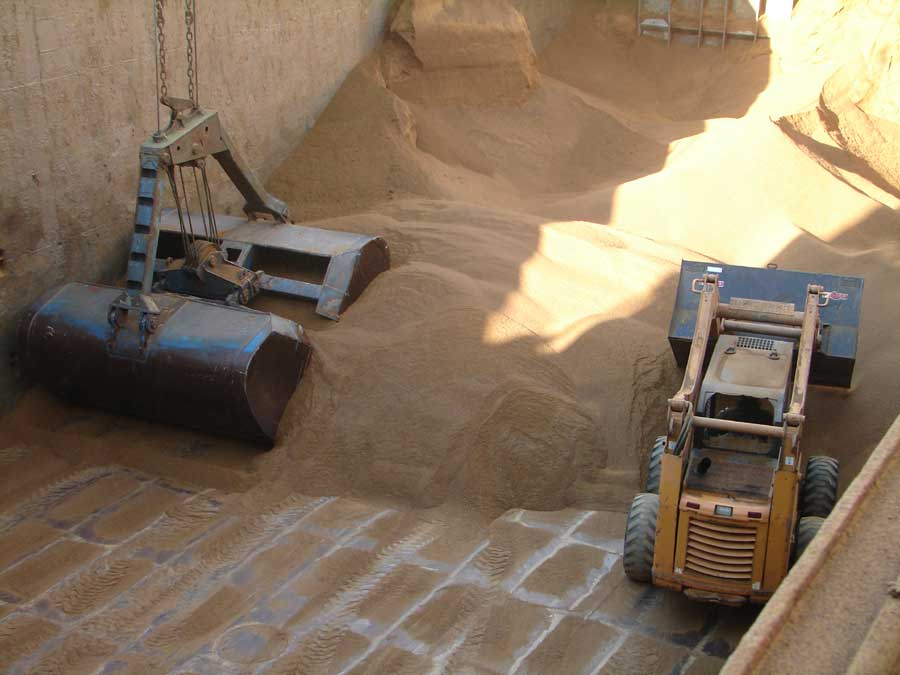
Colza déchargé à la benne au port de Brest. Le chouleur reforme le tas en cours de manutention.

Le vrac (du néerlandais wrak : mal salé, mauvais) désigne des marchandises qui ne sont pas emballées ou arrimées.

## Manutention en vrac
Le terme est particulièrement employé dans le domaine du transport, pour distinguer le transport des marchandises unitaires (sur palettes, en conteneurs, en boîtes...) des marchandises en vrac, comme le sable dans un camion-benne.
Dans le transport maritime, les vracs correspondent aux produits transportés directement dans la cale du navire ou dans les aménagements prévus à cet effet. On distingue dans ce cas les vracs des marchandises diverses.
Parmi les vracs, on distingue :
- les vracs solides : ils correspondent à des matières telles que le charbon, les minerais ferreux et non ferreux, les engrais, le ciment, la bauxite, le sable, ou bien des produits alimentaires (céréales, sucre brut), l'aliment du bétail (tourteaux), des farines etc.

- les vracs liquides : ils sont notamment composés par les hydrocarbures (pétrole et produits pétroliers), le GNL, les produits chimiques et alimentaires (vins, huiles, mélasse).

Les vracs sont transportés par des vraquiers, navires spécialisés pour chaque type de marchandise : minéraliers, charbonniers...) dans le cas des vracs solides et de navires citernes (comme les pétroliers, chimiquiers, méthaniers, pinardiers) pour le transport de vrac liquide.

## Vente en vrac

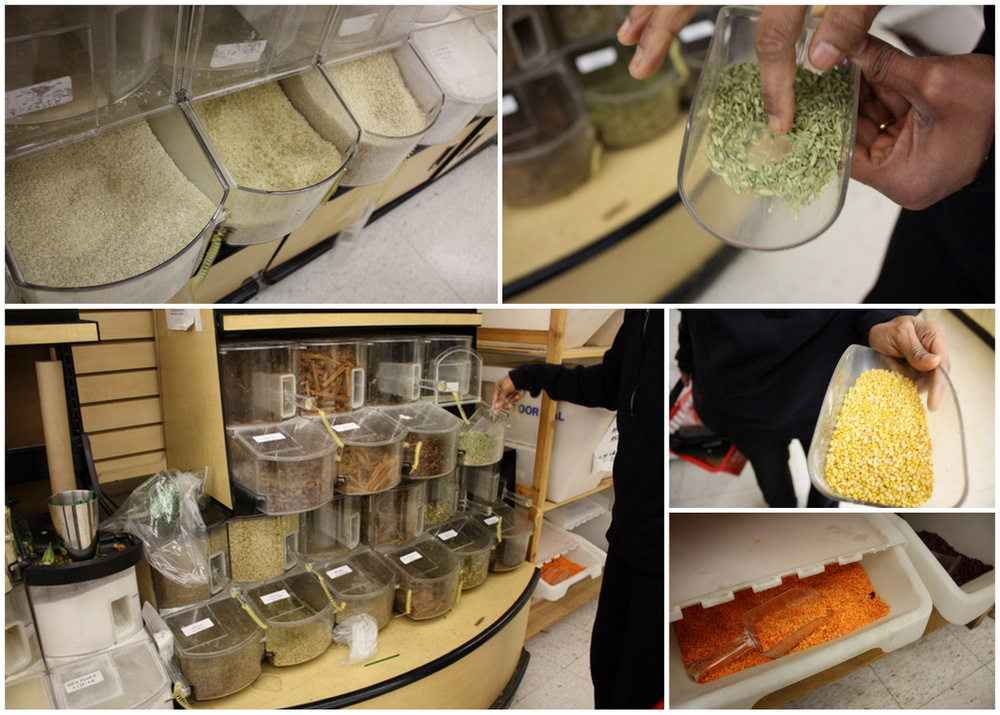
Vente d’épices, légumes et riz en vrac.

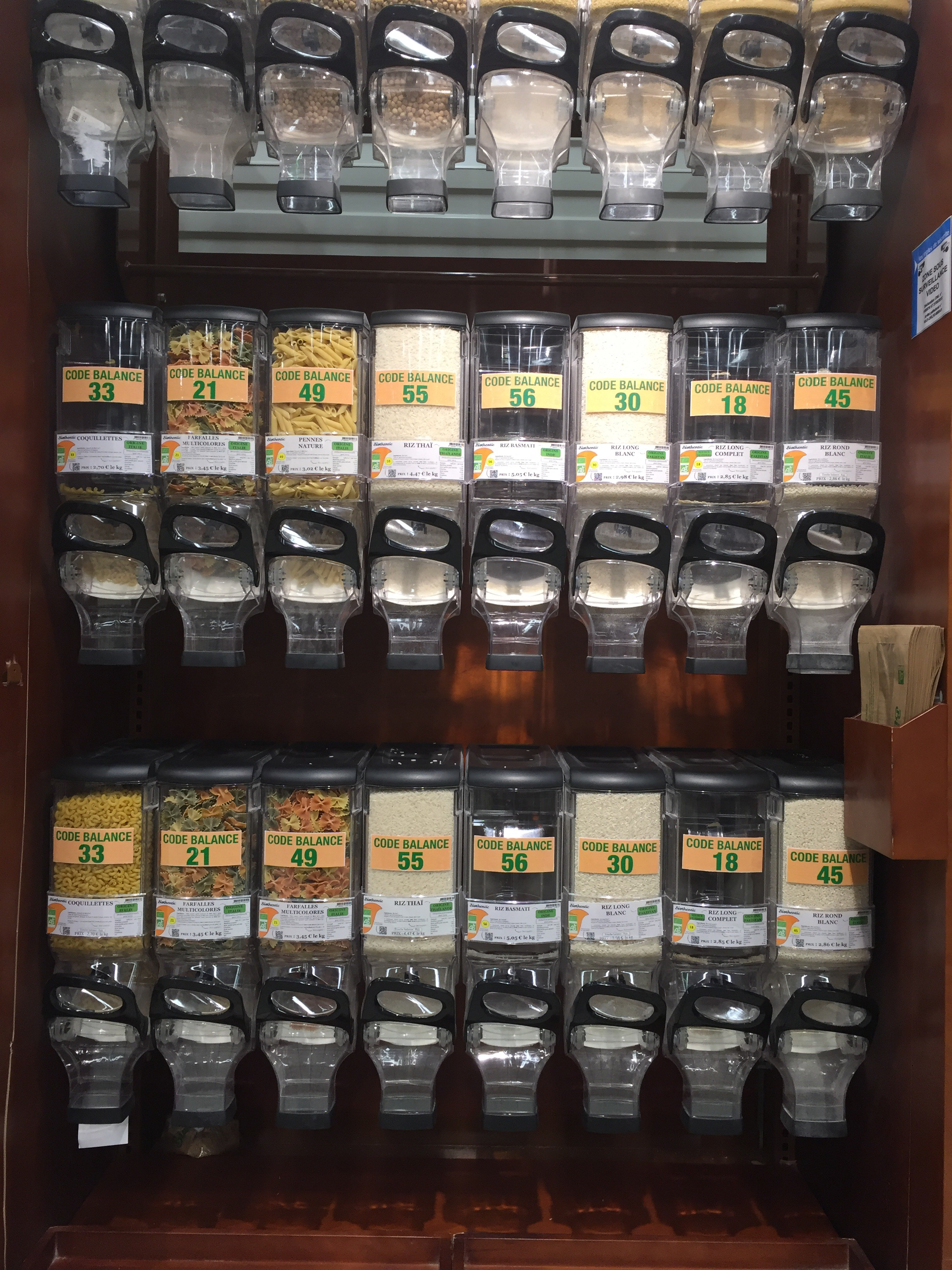
Pâtes vendues en vrac en grande surface.

Le terme vrac est également utilisé dans le domaine de la vente. La vente en vrac consiste à vendre au consommateur des produits de consommation sans emballage, en quantité choisie par le consommateur, dans des contenants réemployables ou réutilisables.
En France, la vente en vrac en service assisté est le mode de distribution le plus fréquent jusqu'au XIXe siècle. Cette vente reste aujourd'hui présente dans certains magasins spécialisés vrac sous la forme d'épiceries fixes ou itinérantes ainsi que dans des supermarchés (vente en service assisté aux stands de charcuterie et traiteur, boucherie et au secteur du fromage, vente en libre-service dans des rayons dédiés à l'épicerie sèche). Elle permet de faire des achats en économisant le prix de l'emballage, qui peut être réutilisé plusieurs fois par le consommateur. Ce modèle est promu, par exemple, par les Biocoop et le réseau de magasins spécialisés Green Vrac et Day by day.

### Essor
Les années 2010 ont vu une très forte augmentation du secteur de la vente en vrac en Europe. Il est estimé qu'en 2023, la quantité d'emballage que les magasins de vente en vrac auront permis d'économiser dans l'Union européenne est d'environ 5 500 tonnes.
À la suite d'une forte mobilisation citoyenne lors des marches pour le climat en 2018, le ministère de la transition écologique s'est saisi du sujet avec la loi AGEC (anti-gaspillage pour une économie circulaire).
Cette loi qui a pour but de "d'accélérer le changement de modèle de production et de consommation afin de limiter les déchets et préserver les ressources naturelles, la biodiversité et le climat" favorise l'essor du vrac en permettant depuis le premier janvier 2021 aux consommateurs d'apporter son propre contenant et dans certains cas un tarif différencié plus bas.

### Inconvénients
Selon The Conversation « Sans étiquette, les dates de péremption des produits prennent le risque d’être oubliées. ».